# Martin (Dakota Południowa)
Martin – miasto w Stanach Zjednoczonych, w stanie Dakota Południowa, w hrabstwie Bennett.